# لوئیس کورنرز (ویسکانسین)
لوئیس کورنرز (به انگلیسی: Louis Corners) یک منطقهٔ مسکونی در ایالات متحده آمریکا است که در شهرستان منیواک، ویسکانسین واقع شده‌است. لوئیس کورنرز ۲۷۷٫۹۸ متر بالاتر از سطح دریا واقع شده‌است.